# امرؤ القيس بن عمرو (الثاني)
امرؤ القيس بن عمرو بن امرؤ القيس هو خامس ملوك الحيرة حكم في الفترة (368-390)، بعد أبيه عمرو بن امرؤ القيس في زمن أردشير بن سابور، وزمن سابور بن سابور، وزمن بهرام بن سابور، وزمن يزدجرد بن سابور. وهو المسمى محرق الأول، لأنه أول من عاقب بالنار. وقيل إنه سمي بذلك إنه أذا حارب ملكا وضفر به وسم وجهه بالنار ففيه يقول الشاعر:
وفيه يقول الأسود بن يعفر:
| سبقه أوس بن قلام | 'مـناذرة' 368-390 | تبعه النعمان بن امرؤ القيس |